# 哈伯海茨 (佛羅里達州)
哈伯（英語：Harbour Heights）是位於美國佛羅里達州夏洛特縣的一個人口普查指定地區。

## 地理
哈伯的座標為26°59′29″N 82°00′19″W / 26.99139°N 82.00528°W，而該地最高點為海拔高度3米（即10英尺）。

## 人口
根據2010年美國人口普查的數據，哈伯的面積為6.30平方千米，當中陸地面積為5.60平方千米，而水域面積為0.70平方千米。當地共有人口2987人，而人口密度為每平方千米474人。